# Настопіль
Настопіль — колишнє селище в Україні, Криничанському районі Дніпропетровської області. Було підпорядковане Преображенській сільські раді. Зняте з обліку рішенням Дніпропетровської обласної ради від 23 травня 2008 року. Код КОАТУУ — 1222085506.

## Історія
За даними на 1859 рік на власницькому хуторі Настопіль (Герделівка) Верхньодніпровського повіту Катеринославської губернії налічувалось 14 дворових господарств, у яких мешкало 70 осіб (34 чоловічої статі та 36 — жіночої).
Станом на 1908 рік населення колишнього панського села Гуляйпільської волості зросло до 234 осіб (120 чоловічої статі та 114 — жіночої), 35 дворових господарств.

## Населення

### Мова
Розподіл населення за рідною мовою за даними перепису 2001 року:
| Мова       | Відсоток |
| ---------- | -------- |
| українська | 100 %    |